# Степанци (Штип)
Степанци (мкд. Степанци) су насеље у Северној Македонији, у средишњем делу државе. Степанци су село у саставу општине Штип.

## Географија
Степанци су смештени у средишњем делу Северне Македоније. Од најближег града, Штипа, насеље је удаљено 18 km јужно.
Насеље Степанци се налази у историјској области Лакавица. Насеље је положено у долини реке Криве Лакавице, леве притоке Брегалнице. Југозападно од насеља издиже се Конечка планина. Надморска висина насеља је приближно 550 метара.
Месна клима је умерено континентална.

## Становништво
Степанци су према последњем попису из 2002. године имали 12 становника.
Већинско становништво су етнички Турци (100%).
Претежна вероисповест месног становништва је ислам.